# Потири
Потири (пол. Potyry) — село в Польщі, у гміні Нарушево Плонського повіту Мазовецького воєводства.
Населення — 91 особа (2011).
У 1975-1998 роках село належало до Цехановського воєводства.

## Демографія
Демографічна структура станом на 31 березня 2011 року:
|          | Загалом | Допрацездатний вік | Працездатний вік | Постпрацездатний вік |
| -------- | ------- | ------------------ | ---------------- | -------------------- |
| Чоловіки | 49      | 5                  | 33               | 11                   |
| Жінки    | 42      | 7                  | 19               | 16                   |
| Разом    | 91      | 12                 | 52               | 27                   |